# Rudolf Caracciola

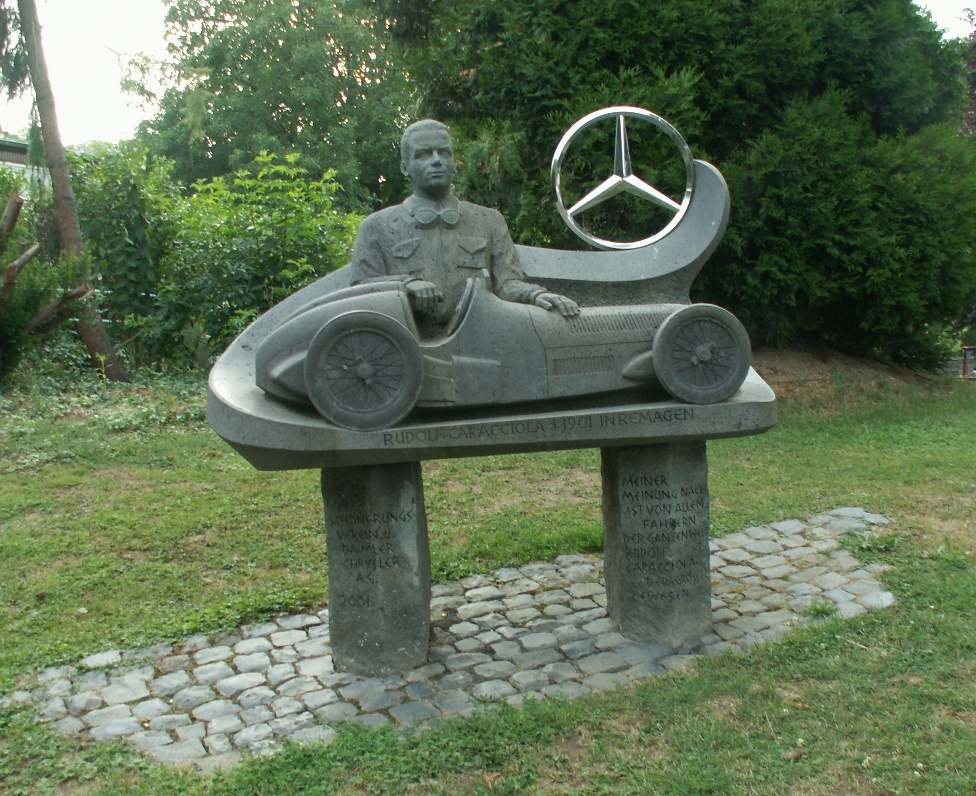
Monument över Rudolf Caracciola i Remagen.

Rudolf Caracciola, född 30 januari 1901 i Remagen, död 28 september 1959 i Kassel, var en tysk racerförare med italienska rötter.
Caracciola arbetade som försäljare åt Daimler-Motoren-Gesellschaft och började tävla med företagets bilar 1922. 1926 vann han helt otippad det första Tysklands Grand Prix som kördes på AVUS. Caracciolas förmåga att bemästra tävlingsbilarna i regnväder gav honom tillnamnet Regenmeister (regnmästaren).
Med Mercedes-Benz SSK och SSKL-bilar vann Caracciola RAC Tourist Trophy 1929 och Mille Miglia 1931. Han var även framgångsrik i backtävlingar.
Sedan Mercedes-Benz dragit sig ur motorsporten körde Caracciola för Alfa Romeo 1932. Året därpå körde han i eget stall, tillsammans med Louis Chiron. Vid Monacos Grand Prix 1933 kraschade Caracciola och ådrog sig skador på benen som han led av resten av livet. Under hans konvalescens i Schweiz omkom Caracciolas första hustru i en lavinolycka.
Caracciola kämpade sig tillbaka till motorsporten och vid Mercedes-Benz comeback säsongen 1935 var han stallets mest lysande stjärna. Caracciola blev europamästare tre gånger under åren 1935 till 1938. 1937 gifte han om sig med svenskan Alice Trobeck. Tillsammans tillbringade de somrarna i Vittsjö.
Den 28 januari 1938 möttes konkurrenterna Mercedes-Benz och Auto Union med varsin specialbyggd rekordbil på en motorväg som då var nybyggd mellan Frankfurt och Dortmund, för att slå hastighetsrekord på allmän väg. Caracciola satte nytt rekord på morgonen med 432,7 km/h, men glädjen grusades när Auto Unions toppförare Bernd Rosemeyer omkom under sitt försök senare på dagen.
Caracciola tillbringade andra världskriget i exil i Schweiz. Efter kriget försökte han återigen ta sig tillbaka till motorsporten, men åldern och hans benskador satte hinder i vägen. 1952 lyckades han komma fyra i Mille Miglia med en Mercedes-Benz W194. Senare samma år satte en krasch i schweiziska Bremgarten definitivt punkt för Caracciolas karriär.
Caracciola var den mest framgångsrike tyske racerföraren före Michael Schumacher och 1998 blev han invald i International Motorsports Hall of Fame för sina insatser.